# Гарегин I
Гареги́н I (арм. Գարեգին Ա, в миру Ншан Ако́пович Саркися́н, арм. Նշան Հակոբի Սարգիսեան; 27 августа 1932, Кассаб, Сирия — 29 июня 1999, Вагаршапат, Армения) — Патриарх и Католикос всех армян, предстоятель Армянской Апостольской Церкви с 4 апреля 1995 года по 29 июня 1999 года.

## Биография
Ншан Акопович Саркисян родился 27 августа 1932 года в Кассабе (Сирия). Начальное образование получил в местной школе Усумнасирац. В 1946—1952 гг. учился в Духовой семинарии Католикосата Великого Дома Киликийского. Затем занимался преподавательской деятельностью. 29 мая 1949 г. был рукоположён в дьяконы, а 28 сентября 1952 г. — в иеромонахи; принял имя Гарегин — в честь покойного Каликийского Католикоса Гарегина I Овсепянца. 5 июня 1955 г., получив сан архимандрита, преподавал в духовной семинарии, а в 1956 г. стал её инспектором. В 1957—1959 годах изучал богословие в Оксфордском университете (Великобритания), защитил диссертацию на тему: «Халкидонский собор и Армянская церковь», получил учёную степень доктора по теологии. По окончании курса продолжил инспекторскую деятельность в Киликийском Католикосате, преподавал в армянских лицеях и колледжах, выступал с лекциями по вопросам богословия, литературы, истории и культуры в семинарии Ншан Паланджян Бейрута и в Американском университете Бейрута, в различных церквах. 16 июня 1963 года ему присвоили сан верховного архимандрита, 19 января 1964 года рукоположён в сан епископа. Несколько лет был архиепископом Ирано-индийской и Северо-Американской епархий Армянской апостольской церкви. В 1971 году избран викарием Ирано-индийской епархии. 26 апреля 1973 года удостоен сана архиепископа. В 1973 г. направлен посланником в Восточную епархию Северной Америки (Нью-Йорк), а через год возглавил эту епархию. 22 мая 1977 г. — ещё при жизни Киликийского Католикоса Хорена I Барояна — архиепископ Гарегин был избран сопрестольным католикосом, а с февраля 1983 г., после кончины Хорена I, стал полноправным главой Киликийского Католикосата — Гарегином II.
4 апреля 1995 г. католикос Великого Дома Киликии Гарегин II был избран на Общенациональном церковном съезде Верховным Патриархом и 131-м католикосом всех армян, под именем Гарегина I.
Гарегин Саркисян активно участвовал в деятельности Всемирного совета церквей (ВСЦ), избирался делегатом ряда съездов этой международной религиозной организации, состоял членом центральной и исполнительной комиссии ВСЦ, а в 1975—1983 гг. являлся вице-президентом Совета. В 1985—1989 гг. был одним из основателей и сопредседателей, а в 1989—1999 — председателем Совета церквей Ближнего Востока.
В 1998 г. избран почётным членом Национальной Академии наук РА.
Гарегин Саркисян был известен своей экуменистической деятельностью. Он имел встречи с Иоанном Павлом II, Архиепископом Кентерберийским Джорджем Кейри (George Carey), с папой Коптской церкви Шенудой III. Поддерживал тесные контакты с Реформатской церковью Швейцарии и с Лютеранскими Церквами Дании и Германии.
Гарегин I скончался 29 июня 1999 г., в 17 ч. 50 мин., в результате интоксикации, вызванной злокачественной опухолью на языке, и сердечно-сосудистой недостаточности. Погребён 8 июля у входа в Кафедральный Собор Святого Эчмиадзина.

## Сочинения
- Особое внимание уделял издательской деятельности, при его содействии вышли в свет 350 научных монографий.
- Арменоведческие, богословские, философские, этические исследования Верховного Патриарха, изданные на многих языках, составляют неотъемлемую часть и являются непреходящей ценностью армянской духовной культуры.

## Разное
- За 18-летний период своего киликийского правления он всячески содействовал национально-религиозному и культурному развитию армянской диаспоры, укреплению межцерковных и межконфессиональных связей, являясь членом руководства ряда международных организаций.
- Гарегин I неоднократно посещал Святой Эчмиадзин, особенно часто после землетрясения 7 декабря 1988 года, чтобы вместе с Католикосом Всех Армян Вазгеном I поддержать народ в тяжёлом испытании.
- Период его пастырства в Святом Эчмиадзине был недолгим, но на редкость плодотворным. Верховный Патриарх внёс огромный вклад в обновление церковной жизни, укрепление христианских традиций, активизацию деятельности Первопрестольного Святого Эчмиадзина во благо нации, объединение рассеянного по миру армянского народа.